# Ted Bundy (film)
Ted Bundy je americký kriminální film režiséra Matthewa Brighta z roku 2002 založený na skutečných událostech životního příběhu sériového vraha Teda Bundyho. Snímek ukazuje motivace a události vražd hlavního hrdiny. Titulní role ztvárnili Michael Reilly Burke jako Bundy a Boti Blissová jako jeho přítelkyně Lee.
Film plně neodráží skutečnost, ale objevuje se v něm několik změn, chronologických posunů a nepřesností vůči realitě.

## Obsazení
| Boti Bliss           | Lee                            |
| Steffani Brass       | Julie                          |
| Michael Reilly Burke | Ted Bundy                      |
| Eric DaRe            | hoch na večírku                |
| Tricia Dickson       | Barbara Vincennes (první oběť) |
| Matt Hoffman         | Arnie                          |
| Zarah Little         | Patricia Garber (oběť)         |
| Julianna McCarthy    | profesorka                     |
| Deborah Offner       | Beverly                        |
| Melissa Schmidt      | dívka na večírku               |
| Jennifer Tisdale     | dívka                          |
| Michael Santos       | muž v okně                     |
| Meadow Sisto         | Suzanne Welch (školní oběť)    |
| Alison West          | Shawn Randall (oběť z pláže)   |
| Anna Lee Wooster     | dívka napadená na ulici        |